# Договірний лінійний корабель

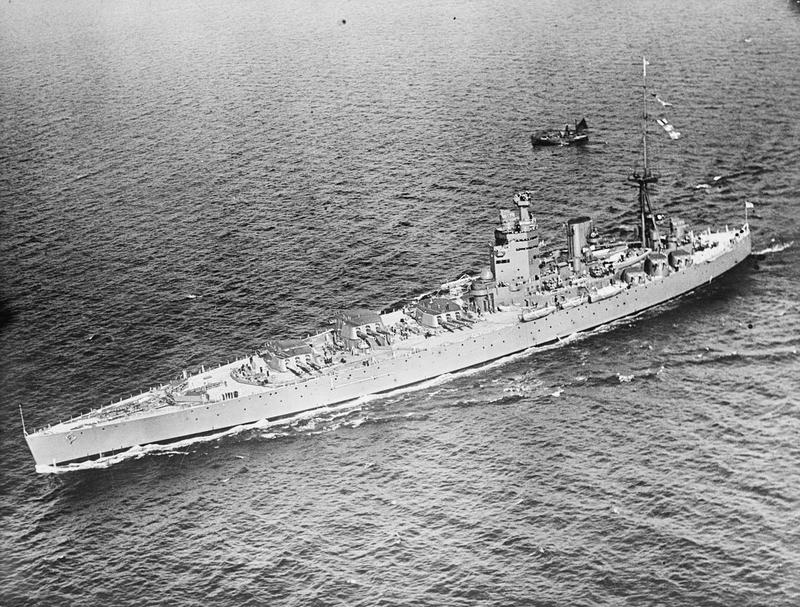
«Нельсон» був першим договірним лінкором

Договірний лінійний корабель — термін, який застосовується до лінкорів, побудованих у 1920 — 1930-х роках, технічні характеристики яких обмежувалися умовами міжнародних угод, насамперед Вашингтонської морської угоди 1922 року, Лондонських морських договорів 1930 та 1936 року. Багато з цих кораблів активно застосовувались під час Другої світової війни.
У Вашингтонський морській угоді п'ять провідних морських держав погодилися дотримуватися суворих обмежень на будівництво лінкорів і лінійних крейсерів, аби запобігти гонці озброєнь у військово-морській сфері, подібній тій, яка передувала Першій світовій війні. Договір обмежував кількість основних кораблів, що належали кожному учаснику угоди, а також сумарний тоннаж лінкорів кожного з флотів. Крім того, будь-який новий корабель повинен був мати головний калібр не більше 16 дюймів і водотоннажність до 35 000 тонн.
Обмеження Вашингтонської морської угоди були продовжені і змінені Лондонським морським договором 1930 і Лондонським морським договором 1936 року 1936 року. У 1930-х роках ефективність цих угод знизилась, оскільки з них вийшов один з ключових підписантів — Японія. У 1938 році Велика Британія та США застосували положення другого Лондонського договору, які дозволили будувати лінкори водотоннажністю до 45 000 тонн, що, фактично припинило дію договірних обмежень.
Суворі обмеження тоннажу лінкорів змушували їх конструкторів йти на компроміси щодо технічних характеристик, яких вони б могли уникнути, проектуючи кораблі більшого розміру. Водночас необхідність дотримуватись цих обмежень у 1920-х і 1930-х роках стимулювала появу низки нововведень у конструкції лінкорів, що стосувалися насамперед енергетичних установок та захисту від торпед.